# Вельоленка (Великопольське воєводство)
Вельоленка (пол. Wielołęka) — село в Польщі, у гміні Ґродзець Конінського повіту Великопольського воєводства.
Населення — 352 особи (2011).
У 1975-1998 роках село належало до Конінського воєводства.

## Демографія
Демографічна структура станом на 31 березня 2011 року:
|          | Загалом | Допрацездатний вік | Працездатний вік | Постпрацездатний вік |
| -------- | ------- | ------------------ | ---------------- | -------------------- |
| Чоловіки | 172     | 43                 | 112              | 17                   |
| Жінки    | 180     | 55                 | 92               | 33                   |
| Разом    | 352     | 98                 | 204              | 50                   |